# 白梅学園高等学校
白梅学園高等学校（しらうめがくえんこうとうがっこう）は、東京都小平市小川町一丁目に所在する私立女子校。進学コース（進学文理系，保育・教育系）、選抜コース（選抜文理系）、特別選抜コース（国公立系，文理系）の3コースと5系があり、白梅学園大学、短期大学への内部推薦制度がある。ほかに白梅学園清修中学校からの進学生を擁する中高一貫部があるが、授業、学校行事、カリキュラム、校舎、制服等がすべて別になっている。本項目で「白梅学園高等学校」と言った場合には特に断りがない限り中高一貫部を含まないものとし、中高一貫部については白梅学園清修中高一貫部を参照のこと。

## 沿革
- 1953年12月 - 学校法人白梅学園設立。
- 1964年4月 - 開校。

## 教育方針
1. 自由・自主・自律の精神を培う。
2. 学力を高め、体力を養い、精神力をつける。
3. 民主主義と平和と自然を愛し、守っていく心を育てる。

生徒一人一人の人格を尊重し、キメ細かい、ゆきとどいた教育を行うとともに、自分と同じように他人を生かし、大切にする人間味豊かな心情を育成していく。

## 部活動
13の運動部、20の文化部が活動している。運動部では陸上競技部とハンドボール部がインターハイ出場の経験を持ち、うちハンドボール部は選抜優勝3回。文化部では吹奏楽部が東日本大会出場の経験がある。
2019年陸上の日本選手権で女子1500メートルと女子800メートルで二冠を達成し初優勝した卜部蘭は白梅学園高校の卒業生。

## 制服
- 冬服 - ブレザー　※セーターのオプションあり
- 中間服 - ニット系ベスト
- 夏服  - ブラウス　※グレーハイソックス、ニットベストのオプションあり（中学生はなし）

## 交通
- 鷹の台駅から徒歩13分
- 新小平駅から自転車10分
- 国分寺駅より西武バス寺71・寺71-1系統 武蔵野美術大学又は小平営業所行きにて「白梅学園前」下車

## 著名な出身者
- 卜部蘭（陸上）
- 古川麻衣子（ハンドボール）
- 安田絢恵（ハンドボール）